# Atarib
Atarib (in arabo أتارب‎?, ʾAtārib), nota anche come Atharib o Athareb, è un insediamento situata 25 km a ovest di Aleppo, in Siria. Dista inoltre 25 km da Reyhanlı, nella provincia turca di Hatay, che si trova a sud-est. È inoltre il centro principale del distretto di Atarib. Al censimento del 2004, la città di Atarib contava una popolazione di 10 657 abitanti.